# انهيار كهربائي

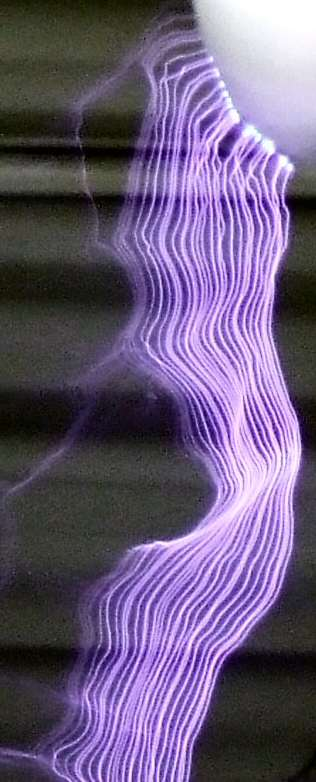
انهيار كهربائي في تفريغ الكهرباء مظهراً خيوطاً من البلازما من ملف تسلا.

الانهيار الكهربائي (ملاحظة 1) هي ظاهرة تحدث عندما يمر التيار الكهربائي عبر عازل وذلك عندما يكون الجهد الكهربائي متجاوزاً جهد الانهيار. يؤدي ذلك في النهاية إلى أن يصبح العازل موصلاً للكهرباء.
يمكن عند تطبيق الجهد الكهربائي المناسب تطبيق هذه الظاهرة على مختلف أطوار المادة، سواء الأجسام الصلبة أو السائلة أو الغازية، وكذلك على الفراغ.